# Daniela Campos
Daniela Campos, née le 31 mars 2002 à Boliqueime, est une coureuse cycliste portugaise.

## Biographie
Daniele Campos est née d'une mère néerlandaise et d'un père portugais.
Plutôt polyvalente, elle performe en cyclo-cross (championne du Portugal junior en 2017 et 2018) et sur la piste (championne du Portugal junior du contre-la-montre en 2020). En 2020, elle remporte la médaille de bronze sur l'omnium championnats d'Europe junior.
Sur la route, elle signe un premier contrat professionnel pour la saison 2020 avec l'équipe Bizkaia-Durango. En 2022 elle remporte la médaille d'argents aux Jeux méditerranéens sur la course en ligne. 
En 2022 et 2024 elle remporte les deux titres nationaux, sur le contre-la-montre et la course en ligne.
Elle est sélectionnée par l'équipe du Portugal pour participer à la course en ligne des Jeux olympiques de Paris 2024, où elle termine à la 76e place.

## Palmarès sur route

### Par années
- 2019
  -  Championne du Portugal sur route juniors
- 2020
  - 5e du championnat d'Europe sur route juniors
  - 9e du championnat d'Europe du contre-la-montre juniors
- 2021
  -  Championne du Portugal du contre-la-montre
  - 2e du championnat du Portugal sur route
- 2022
  -  Championne du Portugal sur route
  -  Championne du Portugal du contre-la-montre
  -  Médaillée d'argent sur la course en ligne des jeux méditerranéens
- 2024
  -  Championne du Portugal sur route
  -  Championne du Portugal du contre-la-montre
  - 4e étape du Tour du Guatemala
  - 6e étape du Tour de Colombie (contre-la-montre)
  - 3e du Tour du Portugal
- 2025
  -  Championne du Portugal sur route

### Résultats sur les grands tours

#### Tour d'Espagne
3 participations :
- 2023 : non partante (4e étape)
- 2024 : 74e
- 2025 : abandon (7e étape)

### Classements mondiaux
| Année                                 | 2021 | 2022 | 2023  | 2024 |
| ------------------------------------- | ---- | ---- | ----- | ---- |
| Classement UCI                        | 350e | 194e | 1195e | 160e |
|                                       |      |      |       |      |
| Légende : nc = non classéSource : UCI |      |      |       |      |

## Palmarès sur piste

### Championnats d'Europe
| Édition / Épreuve          | Course aux points | Elimination | Omnium | Scratch |
| Fiorenzuola 2020 (juniors) | Argent            | Or          | Bronze |         |
| Granges 2021               | 9e                |             |        | 18e     |
| Anadia 2022 (espoirs)      |                   |             |        | Bronze  |
| Munich 2022                | 6e                | 16e         |        |         |

### Championnats du Portugal
- 2025
  -  Championne du Portugal de course aux points
  -  Championne du Portugal du scratch
  -  Championne du Portugal de l'omnium
  -  Championne du Portugal de l'élimination